# أل ميلر (مهندس أمريكي)
أل ميلر (بالإنجليزية: Al Miller II)‏ هو مهندس أمريكي، ولد في 23 نوفمبر 1921 في ديترويت في الولايات المتحدة، وتوفي في 28 يوليو 1978.